# Alabama Thunderpussy
Alabama Thunderpussy é uma banda de stoner rock e southern rock formada em Richmond, Virgínia nos Estados Unidos no ano de 1996. Após passar por várias mudanças de formação, a banda assina com a gravadora Relapse Records e tem a adição de mais um membro novo na banda, desta vez o escolhido é Kyle Thomas (ex-Exhorder e ex-Floodgate). Membros da banda tocam em vários projetos paralelos, como o Birds of Prey e o Axehandle.

## Integrantes

### Última formação
- Kyle Thomas - vocal
- Erik Larson - guitarra
- Ryan Lake - guitarra
- Mikey B - baixo
- Bryan Cox - bateria

### Ex-membros
- Johnny Throckmorton - vocal
- Asechiah "Cleetus LeRoque" Bogden - guitarra
- Sam Krivanec - baixo
- John Peters - baixo
- Johnny Weils - vocal

## Discografia
- Rise Again (1998)
- River City Revival (1999)
- Constellation (2000)
- Staring at the Divine (2002)
- Fulton Hill (2004)
- Constellation [Relançamento] (2005)
- Open Fire (2007)